# تپه حسین (چیا ملاحسین)
تپه حسین (چیا ملاحسین) مربوط به دوران پیش از تاریخ ایران باستان است و در شهرستان نورآباد، بخش مرکزی، روستای اکبر آباد واقع شده و این اثر در تاریخ ۸ مرداد ۱۳۸۱ با شمارهٔ ثبت ۵۹۳۸ به‌عنوان یکی از آثار ملی ایران به ثبت رسیده است.